# Makdiops nilgirensis
Makdiops nilgirensis is een spinnensoort in de taxonomische indeling van de Selenopidae.
Het dier behoort tot het geslacht Makdiops. De wetenschappelijke naam van de soort werd voor het eerst geldig gepubliceerd in 1934 door Reimoser.